# Distretto di Kryžopil'
Il distretto di Kryžopil' (in ucraino Крижопільський район?) era un distretto dell'Ucraina, appartenente nell'oblast' di Vinnycja. Il suo capoluogo era Kryžopil'. È stato soppresso con la riforma amministrativa del 2020.